# Aki Toyosaki
Aki Toyosaki (豊崎 愛生 Toyosaki Aki?) es una seiyū y cantante japonesa nacida el 28 de octubre de 1986 en Tokushima, Japón. Tuvo sus primeros papeles principales de actriz de voz en 2007, interpretando a Amuro Ninagawa en Kenkō Zenrakei Suieibu Umishō y Su en Shugo Chara!. Fue nombrada "Mejor Actriz Revelación" en los 4.os Seiyū Awards en 2010 por su papel de Yui Hirasawa en K-On! Y Kana Nakamachi en Kanamemo, y recibió los premios de "Mejor Actriz Principal" y "Mejor Personalidad en la Radio" en los 5.os Seiyū Awards en 2011.
Su carrera como cantante comenzó con su actuación en los temas del Opening y del Ending del anime K-On! en abril de 2009. En el mismo mes, ella y otras tres actrices de voz debutaron como el grupo musical Sphere con el sencillo "Future Stream". Más tarde, el tema del Ending de K-On! recibió el premio a "Mejor Canción" en el Animation Kobe Awards. Lanzó su primer sencillo en solitario "love your life" en octubre de 2009, y ha lanzado ya dos discos y once sencillos que ha colocado en el top 20 de las listas semanales de Oricon. Recibió el premio a "Mejor Interpretación Musical" en los 4.os Seiyū Awards por su actuación en la canción del miniálbum de K-On! "Hōkago Tea Time" junto a otras cuatro actrices.
Formó parte del grupo Sphere junto con Haruka Tomatsu, Minako Kotobuki y Ayahi Takagaki.

## Papeles interpretados
Los papeles principales están en negrita.

### Anime
2007
- Kenkō Zenrakei Suieibu Umishō como Amuro Ninagawa.
- Minami-ke como Yoshino.
- Shugo Chara! como Sū

2008
- Minami-ke: Okawari como Yoshino.
- Shugo Chara!! Doki— como Sū.

2009
- Akikan! como Najimi Tenkuuji.
- Minami-ke: Okaeri como Yoshino.
- Asura Cryin' como An Ōhara.
- Asura Cryin' 2 como An Ōhara.
- K-ON! como Yui Hirasawa.
- Aoi Hana como Miwa Mogi.
- Hatsukoi Limited como Koyoi Besso.
- Umineko no Naku Koro ni como Asmodeus.
- Shugo Chara! Party como Sū
- Spice & Wolf II como Merta.
- Kanamemo como Kana Nakamachi.
- The Sacred Blacksmith como Lisa.
- Nogizaka Haruka no Himitsu como Asahina Mai.
- To Aru Kagaku no Railgun como Kazari Uiharu.

2010
- Seikon no Qwaser como Tomo Yamanobe.
- Kaichō wa Maid-sama! como Satsuki.
- Ichiban Ushiro no Dai Maō como Keena Soga
- K-ON!! como Yui Hirasawa.
- Motto To Love-Ru  como Momo Velia Deviluke.
- Otome Yōkai Zakuro como Bonbori.
- Ōkami-san to Shichinin no Nakama-tachi como Otohime Ryūgū.
- Sora no Otoshimono: Forte como Chaos.
- Toaru Majutsu no Index II como Kazari Uiharu.
- Hyakka Ryōran Samurai Girls como Kanetsugu Naoe.

2011
- Ano Hi Mita Hana no Namae o Bokutachi wa Mada Shiranai como Poppo (Niño).
- Beelzebub como Aoi Kunieda.
- Hanasaku Iroha como Nako Oshimizu.
- Hōrō Musuko como Momoko Shirai.
- Mawaru Penguindrum como Momoka Oginome.
- Mitsudomoe Zōryōchū! como Yuki Yoshioka.
- Seikon no Qwaser II como Tomo Yamanobe.
- The World God Only Knows como Jun Nagase.
- Yuru Yuri como Chitose Ikeda.
- Un-Go como Inga.
- K-ON!: La película como Yui Hirasawa.
- Fate/Prototype como Manaka Sajyou[1]
- Final Fantasy Type-0 como Cinque[2]
- Jewelpet Sunshine como Angela[3]
- Last Exile: Fam, The Silver Wing como Fam Fan Fan[4]
- Manyū Hiken-chō como Kaede[5]
- Nekogami Yaoyorozu como Shamo[6]
- Pokémon: Negro—Victini y Reshiram y Blanco—Victini y Zekrom como Choroneko[7][8]

2012
- Accel World como Chiyuri Kurashima.
- Inu × Boku SS como Chino Kotomura.
- Kokoro Connect como Iori Nagase.
- Medaka Box y Medaka Box Abnormal como Medaka Kurokami.
- To Love-Ru Darkness como Momo Velia Deviluke.
- Yuru Yuri 2 como Chitose Ikeda.
- Hyōka como Rie Zenna
- Jewelpet Kira☆Deco—! como Angela
- Natsuiro Kiseki como Rinko Tamaki
- Queen's Blade: Rebellion como Mirim
- Sekai de Ichiban Tsuyoku Naritai! como Sakura Hagiwara
- Touhou Musou Kakyou 2 como Suika Ibuki

2013
- Minami-ke: Tadaima como Yoshino.
- To Aru Kagaku no Railgun S como Kazari Uiharu.
- Jewelpet: Happiness como Angela
- Kami-sama no Inai Nichiyōbi como Ai Astin
- Hyakka Ryōran: Samurai Bride como Naoe Kanetsugu
- Valvrave the Liberator como Liselotte
- Servant x Service como Megumi Chihaya
- Hentai Ouji to Warawanai Neko como Mrs. Azuki
- Tokyo Ravens como Kon/Hishamaru

2014
- D-frag como Funabori
- Noragami como Kofuku
- Black Bullet como Seitenshi
- Knights of Sidonia como Izana Shinatose
- Kanojo ga Flag o Oraretara como Tsumugi Ryukishihara
- Monster Retsuden Oreca Battle!!! como Deeta Uchiki
- Terra Formars como Yaeko Yanasegawa
- Sora no Method como Yuzuki Mizusaka

2015
- Knights of Sidonia: War of the Ninth Planet como Izana Shinatose
- Denpa Kyōshi como Kōtarō Araki
- To LOVE-Ru Darkness 2nd como Momo Velia Deviluke
- Fairy Tail (2014) como Seilah
- Ushio to Tora como Yū Hiyama
- Noragami Aragoto como Kofuku
- Yuru Yuri Nachuyachumi! como Chitose Ikeda
- Yuru Yuri Nachuyachumi!+ como Chitose Ikeda
- Yuru Yuri San Hai! como Chitose Ikeda

2017
- Kuzu no Honkai como Akane Minagawa
- Kono Subarashii Sekai ni Shukufuku o! como Yunyun
- Alice & Zōroku como Sanae Kashimura
- Re:Creators como Altair
- Itsu Datte Bokura no Koi wa 10cm Datta. como Miō Aida
- Made in Abyss como Marulk

2019
- Watashi ni Tenshi ga Maiorita! como Emily Himesaka
- Kimetsu no Yaiba como Teoni
- Shinchō Yūsha: Kono Yūsha ga Ore TUEEE Kuse ni Shinchō Sugiru como Ristarte
- Maō-sama, Retry! como Angel White
- Wasteful Days of High School Girls como Shiori "Robo" Saginomiya
- To Aru Kagaku no Accelerator como Kazari Uiharu
- Fruits Basket como Isuzu Soma
- Dr. Stone como Homura
- Yuru Yuri, como Chitose Ikeda
- Mini Yuri como Chitose Ikeda

2020
- Heya Camp como Aoi Inuyama
- To Aru Kagaku no Railgun T como Kazari Uiharu
- Maō Gakuin no Futekigōsha como Isabella

2021
- Idoly Pride como Kokoro Akazaki

### OVA's
- Akikan! como Najimi Tenkuuji.
- Minami-ke: Betsubara como Yoshino.
- To Love-Ru (OVA) como Momo Velia Deviluke.
- To LOVE-Ru Darkness (OVA) como Momo Velia Deviluke
- Beelzebub como Aoi Kunieda

### Videojuegos
- Final Fantasy XIV: Tataru Taru
- Final Fantasy Type-0 HD: Cinque
- J-Stars Victory VS: Medaka Kurokami
- K-On! Hōkago vivo !!: Yui Hirasawa
- Killer Is Dead: Mika
- Interruptor Phantom: Yuzuha Fujibayashi
- Registro de Agarest Guerra Cero: Apli
- Pokémon Negro 2 y Blanco 2 - Mei / Rosa (Negro 2 Blanco 2 Animated Trailer)
- Girls' Frontline: Suomi
- Persona 5: Caroline y Justine
- Pokémon Masters EX: Mei
- Arknights: Bagpipe
- Genshin Impact: Navia
- Goddess of Victory: Nikke: Crown

## Música
- Ha participado del ending Junjō Masquerade junto con Yui Horie y Yūki Kaji para la serie Otome Yōkai Zakuro.[9]
- Interpretó el ending Minna no Namae o Irete Kudasai de la serie D-frag junto con Shizuka Itō y Kana Hanazawa.[10]
- Cantó junto con Kaoru Mizuhara y Rie Kugimiya el opening Kimi he to Tsunagu KOKORO de la serie Kanamemo.[11]
- Junto con sus compañeros de elenco, participó del ending Tokyo Winter Session de la serie Itsudatte Bokura no Koi wa 10 cm Datta.[12]